# Aaron Ramsey
Aaron James Ramsey (Caerphilly, 26. prosinca 1990.) velški je nogometaš i trener. Igra na poziciji veznog. Trenutačno igra za meksički klub Pumas UNAM.
Profesionalnu karijeru je započeo u domovini u Cardiff Cityju. U 2008. godini je prešao u engleski Arsenal. Arsenal ga šalje na dvije posudbe, prvi u Nottingham Forest a drugi ponovno Cardiff City. Nakon jedanaest godina je Ramsey napustio Arsenal u srpnju 2019. godine za Juventus. Tijekom svog debija je Ramsey zabio svoj prvijenac u rujnu 2019. godine, nakon asistencije Cristiana Ronalda protiv Hellas Verone.
Za velšku reprezentaciju je odigrao preko 55 utakmica. Bio je i također kapetan Walesa od 2011. do 2012. godine. Velški nogometni izbornik objavio je u svibnju 2016. popis za nastup na Europskom prvenstvu u Francuskoj, na kojem je se nalazio Ramsey.